# Stadion JAR w Taszkencie
Stadion JAR – stadion piłkarski w stolicy Uzbekistanu, Taszkencie. Został otwarty 6 czerwca 1985 roku, w 2005 roku dokonano jego modernizacji. Może pomieścić 8460 widzów. Po tym, jak pod koniec 2008 roku rozebrano stadion MHSK, na obiekt tymczasowo przeprowadziła się drużyna Bunyodkoru Taszkent, która regularnie rozgrywała na nim swoje spotkania do czasu oddania do użytku nowego stadionu klubu w 2012 roku. Ponadto, w 2010 roku obiekt gościł część spotkań 14. Mistrzostw Azji do lat 16; dwukrotnie zagrała na nim również reprezentacja Uzbekistanu (14 listopada 2009 roku pokonała Malezję 3:1 w meczu eliminacji do Pucharu Azji 2011, a 3 czerwca 2012 roku przegrała z Iranem 0:1 w kwalifikacjach do mundialu 2014).